# Josip Alačević
Josip Alačević (Makarska, 1826. – Zadar, 7. ožujka 1904.), hrvatski arheolog, povjesničar i konzervator.

## Životopis
Bio je sudac u Imotskom, Kninu, Zadru i dr., a od 1873. do 1887. savjetnik pokrajinskog suda u Splitu. Od 1878. do 1887. bio je konzervator starina za arhive splitskog okruga, a nakon premještaja u Zadar 1887. do 1904. zadarskog okruga. Zajedno s Mihovilom Glavinićem 1887. pokrenuo je časopis Bullettino di archeologia e storia dalmata. Zajedno s braćom Böttner u Zadru je 1901. osnovao povijesno-arhivski tromjesečnik Tabularium, a u Dubrovniku je zajedno s Josipom Gelčićem izdavao zbirku Biblioteca storica della Dalmazia. U svojim radovima obrađivao je rimsku arheologiju i topografiju te srednjovjekovnu dalmatinsku povijest, a njegov glavni prinos je objavljivanje velike arhivske građe.

## Djela
- Splitski nadbiskup – Stjepan Cupilli (Stefano Cupilli arcivescovo di Spalato, 1886.)